# Gedalja Tiktin

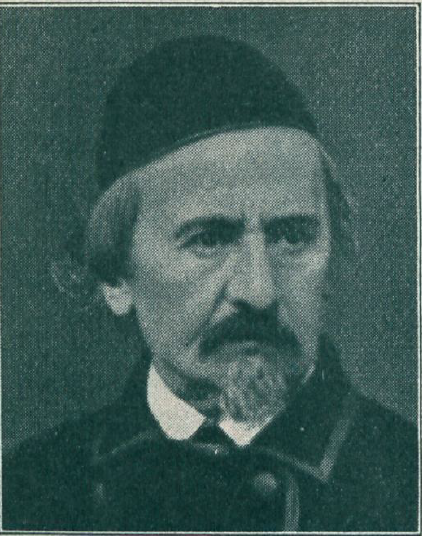
Gedalja Tiktin

Gedalja Tiktin (geboren 1808 in Tschenstochau; gestorben am 8. August 1886 in Breslau) war königlicher Landesrabbiner in Schlesien.

## Leben
Gedalja Tiktin war ein Enkel von Abraham Tiktin und der Sohn Salomo Tiktins, die bereits ebenfalls das Breslauer Rabbineramt bekleidet hatten. Er war Schüler von Chaim Auerbach in Luntschütz. 1829 verlobte er sich in Luntschütz mit Mirjam Bornstein.
Tiktin gehörte zum orthodoxen Kreis der „Tempel-Schul“ in der Breslauer Antoniengasse. Im Mai 1843 wurde er von 200 Gleichgesinnten zum Rabbiner der Breslauer Gemeinde gewählt. Er unterzeichnete 1846 den Aufruf zur konservativen Theologen-Versammlung. Erst im September 1847 wurde er amtlich als Rabbiner der Orthodoxen anerkannt.
Tiktins Ernennung zum Landesrabbiner von Schlesien durch Friedrich Wilhelm IV. per Kabinettsordre vom 30. Januar 1854 stand unter dem Zeichen einer bereits zur Amtszeit seines Vaters entstandenen Spaltung der schlesischen jüdischen Gemeinde in Orthodoxe, deren Wortführer Tiktin wie zuvor sein Vater war, und Reformer, die die Einsetzung des Breslauer Stadtrabbiners Abraham Geiger als Landesrabbiner zu erreichen suchten.
Auch nach seiner Ernennung durch den König fiel es Tiktin schwer, seine rabbinische Autorität in der gespaltenen Gemeinde durchzusetzen. Erst nach Geigers Tod kam er mit dessen Nachfolger Manuel Joël zu einem Übereinkommen, das den Frieden zwischen den konkurrierenden Gruppen wieder herstellte. Gemeinsam mit dem liberalen Rabbiner Joël weihte Tiktin die neue Breslauer Hauptsynagoge Auf dem Anger ein.
Tiktin war für seine ausgeprägte Aktivität zu wohltätigen Zwecken bekannt; 1870 erhielt er den Roten Adlerorden vierter Klasse in Anerkennung seiner Verdienste um Kranke und Verwundete im Deutsch-Französischen Krieg.
Gedalja Tiktin ist Vater des Romanisten Heinrich Tiktin (1850–1936).